# Senozidă
Senozidele sau glicozidele din Senna sunt medicamente laxative utilizate în tratamentul constipației. Căile de administrare disponibile sunt orală și rectală. Efectul apare în aproximativ 30 de minute la administrare pe cale rectală și în aproximativ 12 ore la administrare orală. Efectul lor laxativ este mult mai slab în comparație cu cel al bisacodilului sau al uleiului de ricin.
Se află pe lista medicamentelor esențiale ale Organizației Mondiale a Sănătății. Sunt disponibile ca medicamente generice.
Senozidele sunt extrase din genul de plante Senna, iar din punct de vedere chimic sunt derivați de antracen, și pot fi considerați a fi chiar derivați de antrachinonă.